# Вільгельм фон Фінк
Вільгельм фон Фінк (нім. Wilhelm von Finck; нар. 6 лютого 1848 - пом. 4 квітня 1924) — німецький підприємець і банкір. Фінк був співзасновником німецьких компаній Allianz та Munich Re. 

## Життєпис
У Франкфурті-на-Майні він був студентом Інституту Хассельше. Спершу працював у німецькій компанії Bankhaus Philipp Nicolaus Schmidt. З 1869 року працював у Nestle, Andreae & Co. в Лондоні, а з 1870 року - у Merck Finck & Co. в Дармштадті. До 1879 року разом зі своїм братом Августом Фінком, який замінив генерала Адольфа Карла Людвіга Крістіана, попередній уповноважений представник Вільгельм фон Фінк вже мав значну частину банківських активів Merck Finck & Co.
Разом із німецьким підприємцем Теодором фон Крамером-Клеттом та Карлом фон Тіме він заснував компанію Munich Re у квітні 1880 року. Німецька компанія Allianz AG була заснована в Берліні 5 лютого 1890 року тодішнім директором Мюнхенської перестрахувальної компанії (Munich Re) Карлом фон Тіме (уродженець Ерфурта, батько якого був директором Тюрінгії) та Вільгельмом фон Фінком.

## Особисте життя
У 1886 році він одружився з Марі Фестле, і у них народилося четверо дітей.  Одним з його дітей був німецький бізнесмен Август фон Фінк-старший (1898-1980).

## Нагороди
- Орден «За заслуги» Баварської корони